# Vielen Dank für die Blumen
Vielen Dank für die Blumen ist ein Lied des österreichischen Sängers Udo Jürgens aus dem Jahr 1981 zu einem Text von Eduardo Lisavetzky und Siegfried Rabe.
Bekannt wurde der Refrain als Titellied der deutschen Fassung der Zeichentrickserie Tom und Jerry.

## Veröffentlichung
Produziert wurde es von Joachim Heider. Der Song wurde am 6. April 1981 auf Jürgens’ Studioalbum Willkommen in meinem Leben erstmals veröffentlicht.
Das Lied wurde wiederholt gecovert, unter anderem 1984 von André van Duin in der niederländischen Fassung Welbedankt voor de bloemen.